# Legittima difesa (ordinamento italiano)
La legittima difesa, nell'ordinamento giuridico italiano, è una causa di giustificazione.

## Storia
L'istituto - che era già contemplato nel codice penale sabaudo del 1859 dagli artt. 559, 560 e 563 - venne introdotto nel codice Zanardelli del 1889 agli artt. 49 e 50. Da allora in dottrina si accese un dibattito sull'opportunità ed i limiti della normativa, che vide tra i protagonisti Francesco Carrara, tuttavia durante il governo Mussolini ed i lavori per la realizzazione di un nuovo codice la commissione parlamentare incaricata, nel recepire la giurisprudenza emanata durante la vigenza del codice del 1889, elaborò la necessità del principio di proporzionalità tra difesa e offesa, anche se Alfredo Rocco nella sua relazione al re sullo stato dei lavori chiarì la propria posizione ricordando e implicitamente rispondendo alle critiche della commissione parlamentare, che con l’aggiunta di tale requisito della proporzionalità "non si è voluto introdurre alcuna proporzione tra i diritti in gioco". L'istituto venne infine inserito come causa di esclusione della punibilità nell'art. 52 del codice Rocco del 1930 rimanendo tale anche dopo la nascita della Repubblica Italiana. 
Successivamente, dopo la riforma operata dalla legge 13 febbraio 2006, n. 59 emanata sulla scia di alcuni casi di cronaca ed un dibattito in seno all'opinione pubblica, venne presentata una proposta di legge da parte della Lega Nord alla Camera dei deputati nel novembre 2015 che  tentava di aggiungere l'elemento della difesa di attività, ma nella XVII legislatura della Repubblica Italiana venne approvato, in un solo ramo del Parlamento, un nuovo e controverso disegno di legge sulla legittima difesa, che consente, tra le altre modifiche, l’uso delle armi in reazione a rapine nelle ore notturne. Il 4 maggio 2017, con 225 voti favorevoli, 166 contrari e 11 deputati che si sono astenuti, alla Camera dei deputati, tra numerose proteste, si manifestò l'esigenza di una nuova normativa sulla difesa personale. Il giorno seguente tuttavia, vennero annunciate delle modifiche, da parte del segretario del Partito Democratico, Matteo Renzi, in merito alle modifiche degli articoli 52 e 59 approvate alla Camera.
Nella successiva XVIII legislatura, è partito dall'altro ramo del Parlamento l'intento di licenziare un testo in proposito: è avvenuto il 24 ottobre 2018 al Senato, che ha riapprovato il testo con le modifiche apportate dalla Camera dei deputati il 28 marzo 2019. La proposta della Lega Nord è diventata la legge 26 aprile 2019, n. 36,  tale norma ha introdotto un'ulteriore presunzione di proporzionalità e ha inasprito le pene di cui all'art. 165 del codice penale, accogliendo il precedente principio della difesa delle attività come proposto dalla Lega Nord. La norma è entrata in vigore dal 18 maggio 2019, con la pubblicazione della legge sulla Gazzetta Ufficiale della Repubblica Italiana.

## Disciplina normativa
L'istituto è contemplato all'art. 52 del codice penale italiano, che nella formulazione attuale recita:
Nei casi previsti dall'articolo 614, primo e secondo comma, sussiste sempre il rapporto di proporzione di cui al primo comma del presente articolo se taluno legittimamente presente in uno dei luoghi ivi indicati usa un'arma legittimamente detenuta o altro mezzo idoneo al fine di difendere:

a) la propria o la altrui incolumità;

b) i beni propri o altrui, quando non vi è desistenza e vi è pericolo d'aggressione.

Le disposizioni di cui al secondo e al quarto comma si applicano anche nel caso in cui il fatto sia avvenuto all'interno di ogni altro luogo ove venga esercitata un'attività commerciale, professionale o imprenditoriale.
Nei casi di cui al secondo e al terzo comma agisce sempre in stato di legittima difesa colui che compie un atto per respingere l'intrusione posta in essere, con violenza o minaccia di uso di armi o di altri mezzi di coazione fisica, da parte di una o più persone.»

## Requisiti di applicabilità

### Il pericolo e la reazione
La legittima difesa implica necessariamente un'aggressione e una reazione, sottoposte entrambe a determinate condizioni, ovvero:
- oggetto dell'offesa deve essere un diritto, qualunque esso sia e di qualsiasi natura (il codice infatti parla genericamente di "offesa");
- la minaccia al diritto attaccato deve essere contraria alle norme dell'ordinamento giuridico e quindi "ingiusta";
- deve sussistere l'attualità del pericolo: ciò significa che non basta la probabilità di un eventuale accadimento, ma che la situazione di pericolo si stia concretamente verificando, poiché nell'istante in cui non ci sia più pericolo nè aggressione non ci sarà più causa di giustificazione.

Per quanto riguarda invece la reazione, essa deve essere:
- "necessaria" per salvare il diritto minacciato (presupponendo uno stato di necessità);
- "proporzionata" all'offesa e alla probabilità e permanenza del pericolo e rischio di essere offesi.

Il comma 2, invece, prevede una "presunzione di proporzione" tra aggressione e reazione purché si verifichino contemporaneamente le seguenti condizioni:
- ci si deve trovare in uno dei casi previsti dall'articolo 614 del codice penale italiano, ai commi 1 e 2 (violazione di domicilio);
- colui che pone in essere la difesa deve avere il diritto di trovarsi in quel luogo;
- vi deve essere un pericolo per l'incolumità della persona;
- la difesa deve essere operata attraverso un'arma o un altro strumento di coercizione legittimamente detenuto da chi la adopera.

Parte della dottrina giuridica ritiene che per considerare ammissibile la presunzione di proporzione è necessario che siano presenti anche i requisiti indicati nel comma 1. In assenza di uno di questi elementi è comunque possibile che sia accertata la proporzione fra mezzi di difesa e di offesa. L'onere della prova spetta a chi invoca l'istituto, il quale deve dimostrare che la persona offesa si trovava illegittimamente nella altrui proprietà, che metteva in atto un pericolo per l'incolumità della persona o i beni della medesima e che non esistevano mezzi alternativi di difesa.

### Il principio di proporzionalità
Riguardo al principio di proporzionalità, la legge del 2006, modificando l'art. 52 comma 2 del codice penale italiano ha introdotto una presunzione assoluta (iuris et de iure) di proporzione fra difesa e offesa, nei casi di reazione avvenuta durante la commissione di delitti di violazione di domicilio e in presenza di un pericolo di aggressione fisica; al domicilio, inoltre, sono equiparati i luoghi di esercizio di attività economiche. 
L'esercizio della legittima difesa richiede una valutazione per il singolo caso; ad esempio potrebbe non essere riconosciuta in determinati casi, ad esempio qualora si aggredisca un soggetto alle spalle oppure durante la fuga di una persona che abbia commesso aggressione o violazione di domicilio, poiché in tal caso mancherebbe il requisito dell'attualitá dell'aggressione e del pericolo come rimarcato dalla sentenza della Suprema Corte di Cassazione del 23 marzo 2011 n. 11610.

## Cronologia delle innovazioni

### Versione originaria del 1930
Secondo la versione del codice penale Rocco del 1930 la norma disponeva:
La giurisprudenza della Corte di cassazione nel 1994 precisò in tema: «Dal confronto fra la formulazione del codice Rocco – che si riferisce ad una situazione di un pericolo attuale di una offesa – e quella adottata dal codice Zanardelli – nel quale si parlava di respingere una violenza attuale – emerge chiaramente che la nuova previsione è più ampia essendo stato anticipato il momento utile per l’esercizio della difesa legittima: non è necessario, infatti, che sia in atto l’offesa, ma solo il pericolo dell’offesa». 

### Legge n. 59/2006
Con la legge 13 febbraio 2006 n. 59 è stato aggiunto un comma recante le disposizioni che seguono:
a) la propria o altrui incolumità;
b) i beni propri o altrui, quando non vi è desistenza e vi è pericolo d'aggressione.»
La dottrina più diffusa fra i giuristi interpreta i beni della vita e dell’integrità fisica, nonché delle libertà individuali delle persone presenti nel domicilio, quali unici beni per i quali è esercitabile il diritto di difesa (art. 52, comma 2, lettera a). In modo coerente, l'orientamento giurisprudenziale prevalente interpreta la lettera b ("i beni propri o altrui, quando non vi è desistenza e vi è pericolo d'aggressione.") come legittima nel caso in cui, "a seguito di un pericolo attuale di offesa a beni patrimoniali, dopo l’invito a desistere, si verifichi un pericolo di aggressione alla persona."

### Legge n. 36/2019
In base alla legge 26 aprile 2019, n. 36 vi è sempre una presunzione di proporzionalità in casi di violazione di domicilio previsti dall'art. 614 del codice penale, quando un individuo usi un'arma legittimamente detenuta o altro mezzo idoneo alla difesa per tutelare i beni e la incolumità personale come delineato dalla legge del 2006.
Nelle ipotesi della difesa domiciliare, viene escluso l'eccesso colposo quando il soggetto agente si trovi in stato di grave turbamento, derivante dalla situazione di pericolo, ed abbia commesso il fatto per la salvaguardia dell'incolumità propria o altrui. La legge del 2019 estende la presunzione assoluta - e quindi la non punibilità nei casi di violazione dei luoghi in cui si esercitano attività commerciali, imprenditoriali e professionali - ed ha contestualmente aumentato le pene per furto, rapina e violazione di domicilio.In base ad ulteriori modifiche, risulta altresì applicabile la fattispecie scriminante sancita dal secondo comma dell'articolo 55 del codice penale italiano, che punisce l’eccesso colposo nell’utilizzo delle cause di giustificazione, ovvero quando l'aggredito abbia agito trovandosi in stato di grave turbamento, derivante dalla situazione di pericolo in atto e/o quando l'aggressore abbia approfittato di circostanze di tempo, di luogo o di persona, anche in riferimento all’età, tali da ostacolare la difesa.